# Leopold Trattinnick
Leopold Trattinnick, född 26 maj 1764 i Klosterneuburg vid Wien, död 14 januari 1849 i Wien, var en österrikisk botaniker. 
Trattinnick bedrev vid sidan av juridisk verksamhet omfattande botanisk forskning och övergick snart helt till denna, under lång tid som privatlärd, sedermera som kustos vid Hofmuseum i Wien 1808–1835. Det första exsickatverket i Österrike, Flora austriaca exsiccata, utgavs av honom 1792. Av hans skrifter står främst Oesterreichs Schwämme (1804–1806; flera upplagor), Mykologisches Cabinet (1805–1807), Flora des österreichischen Kaiserthumes (1816–1822, med 221 kolorerade tavlor), Rosacearum monographia (fyra delar, 1823–1824), Neue Arten von Pelargonien (sex band, 264 kolorerade tavlor, 1825–1843). Genom sina arbeten uppnådde han särskilt en framgångsrik popularisering av sin vetenskap.
Auktorsnamnet Tratt. kan användas för Leopold Trattinnick i samband med ett vetenskapligt namn inom botaniken; se Wikipediaartiklar som länkar till auktorsnamnet.